# Open GDF SUEZ Clermont-Ferrand 2013
L'Open GDF SUEZ Clermont-Ferrand 2013 è stato un torneo di tennis facente parte della categoria ITF Women's Circuit nell'ambito dell'ITF Women's Circuit 2013. Il torneo si è giocato a Clermont-Ferrand in Francia dal 23 al 29 settembre 2013 su campi in cemento indoor e aveva un montepremi di $25,000.

## Vincitrici

### Singolare
Julie Coin ha battuto in finale  Doroteja Erić con il punteggio di 3–6, 6–1, 6–4

### Doppio
Marta Domachowska /  Michaëlla Krajicek hanno battuto in finale  Margarita Gasparjan /  Al'ona Sotnikova con il punteggio di 5–7, 6–4, [10–8]